# Georgina Huljich
Georgina Huljich (Rosario, 30 de enero de 1974) es una arquitecta y educadora argentino-estadounidense. Es socia de PATTERNS, una firma de arquitectura con sede en Los Ángeles. Ha estado enseñando en el Departamento de Arquitectura y Diseño Urbano de UCLA como profesora asociada desde 2006.

## Primeros años
Se graduó de la Universidad Nacional de Rosario en 1998. Más tarde obtuvo su Maestría en Arquitectura del Departamento de Arquitectura y Diseño Urbano de la Universidad de California en Los Ángeles en 2003.

## Carrera
Antes de unirse a PATTERNS, Huljich había trabajado en el Museo Guggenheim y en Dean/Wolf Architects en Nueva York, Banchini + Spina Arquitectos en Rosario, Argentina y en Morphosis Architects en Los Ángeles. Fue directora de los programas de verano de AUD en la Universidad de California en Los Ángeles de 2012 a 2016. Ha estado en la Junta Ejecutiva del Centro de Artes de la Interpretación de UCLA desde 2015. Ha formado parte de jurados nacionales, incluidos de los premios AIA y de la Academia Estadounidense en Roma. Entre otros, ha sido profesora visitante en la Universidad de Pensilvania, la Universidad de Siracusa, el Instituto Tecnológico de Tokio, la Universidad de California en Berkeley y el Instituto Di Tella. En la Facultad de Arquitectura de la  Universidad Yale, fue profesora asistente visitante de Louis Isadore Kahn.
Huljich fue coautor de PATTERNS Embedded (ACDCU, 2010) y Mute Icons and other Dicotomies of the Real in Architecture (Actar, 2020). Con Marcelo Spina, fue co-curadora de la muestra colectiva Matters of Sensation en Artist Space de Nueva York (2008).

## Proyectos
- Snake-Rice Scultpure, Icheon, Corea del Sur.[13]
- Apartamento Jujuy Redux, Rosario, Argentina.[14]
- Edificio de oficinas híbrido de Zhixin, Chengdu, China[15][16]
- Prism Gallery en Los Ángeles, Estados Unidos.
- Residencia FyF en Rosario, Argentina.[17]
- Apartamento Jujuy 2056 en Rosario, Argentina.[18][19]
- Estructura del evento League of Shadows, SCI-Arc, Los Ángeles, Estados Unidos.[20][21]
- Pabellón MOCA Textile Room, Los Ángeles, Estados Unidos.[22]
- The White Album Performance, Nueva York y Los Ángeles, Estados Unidos.[23]

## Premios y reconocimientos
- Primer premio, 21st Century Park Competition/Graham Foundation, Chicago - (2003).[3]
- Graduación con Distinciones, UCLA - (2003).[24]
- Becario de Maybeck, Departamento de Arquitectura, UC Berkeley - (2005).[25]
- Primer Premio, Concurso Invitado de Jardín Vertical, MAK Center en Schindler House, Los Ángeles, Estados Unidos - (2006).[26]
- Mención Honorífica, Concurso Internacional, Sala de Conciertos de Skopie, Macedonia - (2007).[27]
- Beca de la Fundación Graham, espacio para artistas "Materias de sensación", Nueva York, Estados Unidos - (2008).[28]
- Voces emergentes, Architectural League of New York, Estados Unidos - (2011).[29][30]
- Mención de Honor, Jujuy Redux, AIA Annual Design Review - (2012).[31]
- Premio de Honor AIA LA, Dormitorio Colectivo Vacío, Puerto Rico - (2012).[32]
- Premio al Mérito AIA LA, Jujuy Redux, Rosario, Argentina - (2012).[33]
- Primer premio, Concurso del Pabellón de Graduación SCI-Arc, Los Ángeles, Estados Unidos - (2012).[34]
- Primer premio, Concurso invitado al pabellón MOCA, Los Ángeles, Estados Unidos - (2012).[2]
- Artista estadounidense Grigor Fellow, Los Ángeles - (2013).[35]
- Premio de Arquitectura Estadounidense, The Chicago Athenaeum. - (2014).[5]
- Premio de la facultad ACSA - (2015).[36]
- Premio al Mérito AIA LA - (2016).
- Premio al Mérito AIA LA - (2017).
- Premio al Mérito AIA LA - (2019).[37]

Los diseños de Huljich se han exhibido en lugares como el Instituto de Arte de Chicago, el Museo MAK, la Bienal de Chicago, MOCA en Los Ángeles, y la Bienal de Venecia.